# Bataille de Louvain (1940)
Pour les articles homonymes, voir Bataille de Louvain.
Seconde Guerre mondiale,
Bataille de France
Batailles
- Drôle de guerre
- Évacuation des civils de la ligne Maginot
- Mobilisation
- Offensive de la Sarre
- Baie de Heligoland
- Incident de Mechelen
- Plan Jaune
- Plan Dyle
- Luxembourg
- Ében-Émael
- Hannut

- Sedan
- Dinant
- Monthermé
- Givet
- La Horgne
- Gembloux
- Flavion
- Louvain
- Charleroi

- Stonne
- Montcornet
- La Sambre
- Arras

- L'Escaut
- Amiens
- La Lys
- Massacre de Vinkt
- Boulogne-sur-Mer
- Calais
- Poche de Lille
- Massacre du Paradis
- Abbeville
- Dunkerque
- Capitulation belge

- L'Aisne
- L'Ailette
- Opération Paula
- l’Exode
- Pont-de-l'Arche
- Opération Cycle
- Opération Ariel

- Les Alpes
- Vallon du Seuil
- Bombardement de Toulon
- Opération Vado
- La Loire
- Saumur
- La vallée du Rhône
- Bombardements de Marseille
- Menton (Pont-Saint-Louis)
- Combats aériens en Suisse
- Armistice du 22 juin

La bataille de Louvain eut lieu le 14 mai 1940 dans et autour de la ville belge de Louvain, dans le cadre du plan jaune allemand qui avait pour but d'attirer les corps d'armée britannique et français au nord alors que la Wehrmacht en traversant les Ardennes et en atteignant la Manche pourrait encercler les armées alliées.

## Contexte historique
Cette stratégie allemande a complètement réussi. Via une percée rapide à Sedan et une avance rapide et audacieuse vers la côte Atlantique par les divisions blindées du général Rommel, le corps expéditionnaire britannique dut abandonner son matériel à Dunkerque et être évacué vers l'Angleterre.
Les combats aux Pays-Bas et en Belgique étaient, du point de vue allemand, un manœuvre de diversion pour permettre de frapper vite et fort dans le nord de la France.
À cause de l'emplacement stratégique de la ville, elle fut déjà prise pour cible par les Stukas allemands le 10 mai, au début de la campagne des 18 jours. C'est lors de ces premiers jours que tombèrent toutes les victimes civiles dans les environs de la porte de Tirlemont. Alors que la population fuyait, les chasseurs à pied de la 10e Division d'infanterie belge installent aussi vite que possible une position défensive.
La défense de la ville est transférée le 13 mai à l'armée britannique à la suite d'un accord entre le grand quartier-général belge et le commandement des Forces expéditionnaires britanniques. Dès l'après-midi, troupes britanniques dirigés par le général-major Montgomery dans la ville. Cette nuit-là, les Allemands avancent en direction de Diest.

## Déroulement de la bataille
Le 14 mai 1940, l'infanterie allemande attaque le côté est de Louvain. Des combats féroces ont lieu entre autres au carrefour entre la Diestsevest et la Diestsestraat. Le 6e régiment  de chasseurs belges est resté au contact de l'ennemi sous les ordres du lieutenant-colonel Adam. Ce-dernier avait décidé d'attendre jusqu'au soir du 14  et de combattre auprès des troupes britanniques installées dans les environs de la gare de Louvain, ce qui plaçait, de fait, ce régiment en arrière-garde du 10e régiment belge de chasseurs en retraite depuis le début de la journée.
Le 16 mai, la bibliothèque de l'Université située sur la place Ladeuze fut gravement endommagée dans un duel d'artillerie anglo-allemand tandis que le commandement britannique organisait la retraite de ses troupes. Pratiquement toute la collection de livres (900 000 pièces) disparut dans les flammes pendant que les troupes britanniques abandonnaient la ville.
Le 17 mai l'armée allemande occupe alors la ville. Aucune troupe allemande ne fut casernée à Louvain, mais des bâtiments publics ou  privés furent réquisitionnés pour les services administratifs des forces d'occupation.